# Paule Desjardins
Paule Marguerite Desjardins (* 29. April 1924 in Calais; † 31. Dezember 2007 in Millau) war eine französische Chansonsängerin.

## Leben und Wirken
Sie nahm am zweiten Grand Prix Eurovision de la Chanson 1957 in Frankfurt am Main für Frankreich teil und erreichte mit ihrem Chanson La belle amour (dt.: Die schöne Liebe) den zweiten Platz.
Etwa 10 Singles erschienen von ihr auf den Labels Polydor und Decca bis Anfang der 1960er Jahre.